# ناي (كاشمر)
ناي هي قرية في مقاطعة كاشمر، إيران. يقدر عدد سكانها بـ 708 نسمة بحسب إحصاء 2016.